# 北米特罗维察
北米特罗维察，又称北科索沃米特罗维察（羅馬化：Severna Kosovska Mitrovica），是科索沃米特羅維察區的城市。该市面积为11平方公里，2015年人口数量为29,460人。
北米特罗维察属于塞族占大多数的北科索沃地区。2013年北科索沃危机后，北米特罗维察从米特罗维察以伊巴尔河为界划分出来而成为单独的市镇。之前北米特罗维察是米特罗维察市的一个聚居点。
自2013年《布鲁塞尔协议》签订之后，该市镇是计划中塞尔维亚族市镇共同体的行政中心。

## 歷史
在2013年正式分开之前，该市为米特罗维察的一部分。分离的原因是2008年科索沃宣布从塞尔维亚独立后引起的北科索沃危机。该市镇在2013年科索沃地方选举前得到了科索沃政府的承认。
该市成为北科索沃地区事实上的行政中心。北科索沃地区拒绝同科索沃共和国的机构合作，因此当地的塞族成立了塞尔维亚支持的市镇共同体会议。
2013年科索沃政府和塞尔维亚政府签订了《布鲁塞尔协议》，塞尔维亚正式放弃支持市镇共同体会议，转而同意成立新的塞尔维亚族市镇共同体来作为科索沃所有塞族占多数的市镇的协会。新的市镇共同体的代表大会并无立法权力，其法律上的权威将整合至并在科索沃法律框架下运作。

## 政治
- 2013年11月科索沃选举后，北科索沃米特罗维察和北科索沃正式脫離於塞爾維亞政府管治的城市，交由科索沃政府所管治，而此前北科索沃米特罗维察和北科索沃皆由塞爾維亞政府所管治。

- 2016年8月，連接阿族和塞族人區的伊巴爾大橋將會重建，以清除橋上所有障礙物、重修破爛的馬路和行人路、翻新橋樑以及加設坐椅。而重建這座橋其資金為120萬歐元以上，由歐洲聯盟資助的投資將有助於促進米特羅維察南北兩族交流和對外的遊客接觸，這計劃是協定貝爾格勒和普里什蒂納兩國政府官員之間談判的結果，藉此促進兩族交流，減少歧見。2017年2月17日（即科索沃獨立紀念日）伊巴爾大橋正式對外開放給遊客和塞阿兩族人民使用，伊巴爾大橋重新開通象徵着自由、和平、兩族共融的意義。

## 社會文化
该地为塞尔维亚人聚居区，随处可见塞尔维亚和俄罗斯国旗，强烈反对科索沃的统治。

## 地理
北米特罗维察位於科索沃北部，鄰近塞爾維亞和蒙特內哥羅邊境。

## 氣候
北米特罗维察屬於溫帶大陸性氣候，冬季嚴寒夏季溫暖。